# 國立自然科學博物館
國立自然科學博物館（簡稱科博館）是位於臺灣臺中市北區的公立科學博物館，是十二項建設文化建設項下興建的第一座科學博物館。2024年，科博館參觀人數285萬人，是臺灣最受歡迎的自然史博物館。科博館除了本館與植物園之外，還有九二一地震教育園區、鳳凰谷鳥園及車籠埔斷層保存園區等館外園區。

## 概略

科博館與植物園航照圖

國立自然科學博物館佔地約8.9公頃，該館館區由科學中心、生命科學廳、人類文化廳、地球環境廳四個場館與太空劇場、立體劇場2個劇場共同組成。同時佔地約4.48公頃的植物園與本館間以西屯路為界。科博館的館外園區包含臺中市霧峰區的九二一地震教育園區、南投縣鹿谷鄉的鳳凰谷鳥園及竹山鎮的車籠埔斷層保存園區，為科博館的派出中心。
科博館也自國外博物館引進博物館志願人員的做法，使博物館在正式工作人員不足的情況下，仍可為參觀者提供良好服務。該館在原有博物館學季刊的出版工作之外，也與國立臺北藝術大學合作成立博物館研究所。

## 歷史

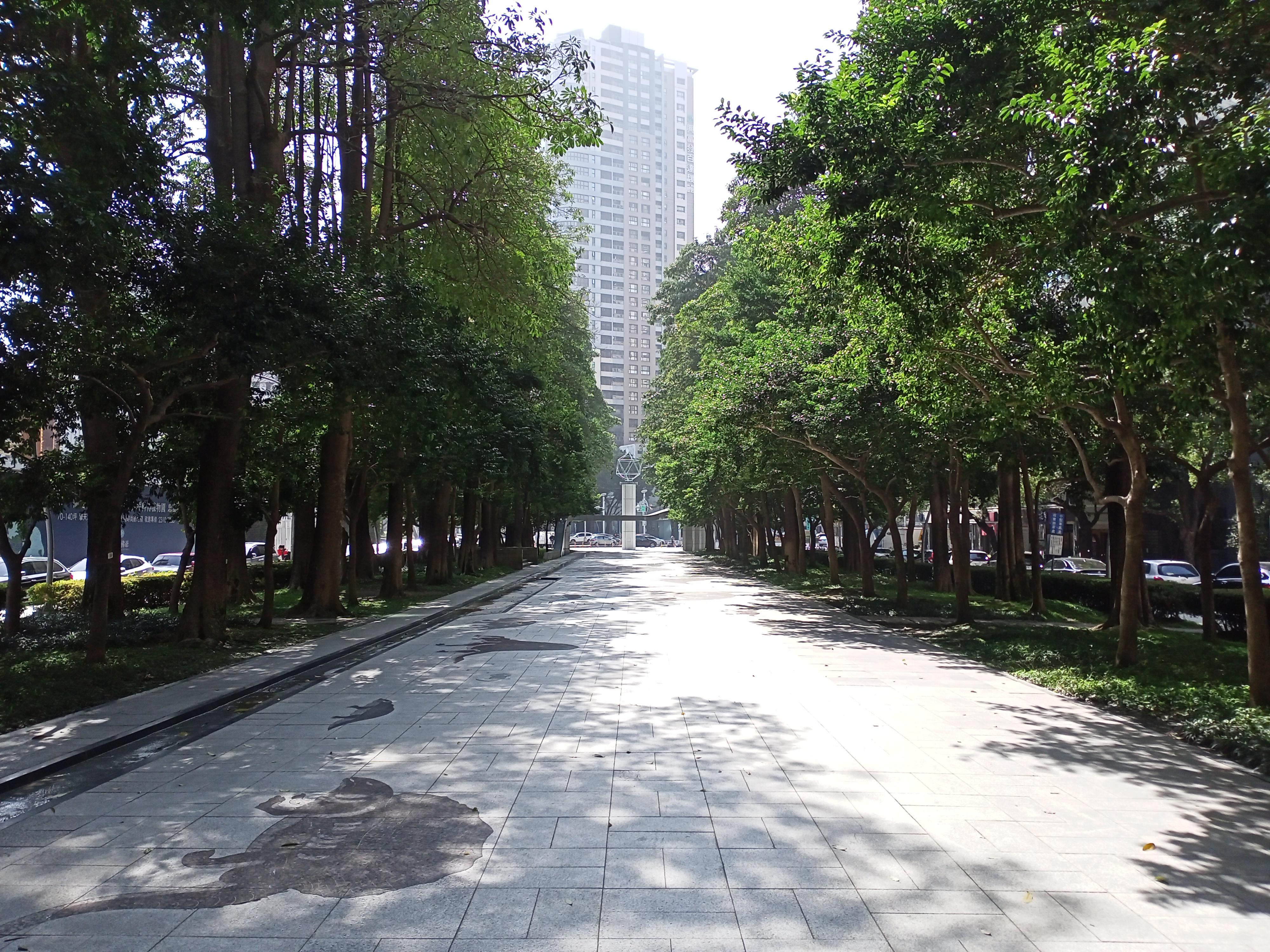
科博館至臺灣大道間的演化步道

國立自然科學博物館從中華民國教育部開始規劃到全館對外開放，共花十五年、經費達新臺幣五十多億元；在籌備處主任與首任館長漢寶德14年的規劃建設下奠定的良好基礎，使得臺灣相關人才共同投入該館的發展。
- 1981年，成立「國立自然科學博物館籌備處」，聘請國立中興大學理工學院院長漢寶德主持籌備處。工程分四期建設完成，第一期：太空劇場、科學中心，第二期：生命科學廳，第三期：中國科學廳（後改為人類文化廳），第四期：地球環境廳。
- 1986年元旦，第一期科學中心與太空劇場，連同行政中心、戶外庭園完工，對外開放。
- 1988年8月，由英國設計師葛登納（James Gardner）設計，英國Beck and Politzer公司製作的第二期工程生命科學廳完工。
- 1993年，第三、第四期工程的人類文化廳與地球環境廳、連同鳥瞰劇場、立體劇場及環境劇場等設施，同時落成。
- 1995年，成立「財團法人國立自然科學博物館文教基金會」[5]。
- 1998年，依《國立自然科學博物館自然學友之家設置要點》陸續於本館、澎湖（2001年）、蘭嶼（2003年）、金門（2006年）成立自然學友之家。
- 1999年7月23日，臺中市政府將科博館後方的54號公園預定地，交由科博館規劃建設成植物園。
- 2004年9月21日，九二一地震教育園區對外開放營運，隸屬於科博館的一個展館。2007年全區對外開放。
- 2007年11月，承辦在宜蘭縣、南投縣、嘉義縣、臺南縣、高雄縣、屏東縣、臺東縣的「自然史教育館[6]」業務。
- 2008年5月21日，地球環境廳地下一樓的SOS劇場正式啟用，是美國以外第一個引進美國國家海洋和大氣管理局開發的球面科學展示系統的博物館。
- 2011年，車籠埔斷層保存園區重新動工（車籠埔斷層槽溝保存館、地質科學館）。
- 2012年2月，教育部制定《國立自然科學博物館組織法》。
- 2013年元旦實施《國立自然科學博物館組織法》，國立鳳凰谷鳥園納入科博館，更名為國立自然科學博物館鳳凰谷鳥園生態園區。車籠埔斷層保存園區完工，5月正式營運。
- 2014年6月，國際主題公園協會（英语：Themed Entertainment Association）發布2013年全球人氣最旺的前20名博物館，國立自然科學博物館以339.6萬人次排名世界第18名[7]。配合十二年國民教育政策，教育部在科博館、科教館、科工館成立「科學學習中心」，專門培訓國民中學教師。
- 2015年4月，關閉太空劇院的IMAX系統及GOTO的光學星象儀，並開始進行施工安裝美國E&S公司的數位影像及星象播放系統Digistar 5。
- 2015年7月，太空劇場重新對外開放。
- 2016年，科博館開幕滿三十週年，舉辦相關紀念活動與歷史回顧展覽。
- 2017年，累計入館人次達九千萬人，推出全新吉祥物恐龍家族[8]。
- 2021年，累計入館人次達一億人[9]。
- 2025年6月中，獲農業部林業及自然保育署嘉義分署捐贈127件原藏於阿里山博物館（英语：Alishan Museum）日治時期製作的動物標本，包括1件全球僅存5件的台灣雲豹標本[10]（另4件藏於國立臺灣博物館、英國倫敦自然史博物館、德國柏林自然博物館與日本國立科學博物館[11]）。

## 歷任館長
| 任別 | 姓名   | 就任時間       | 卸任時間      | 備註                                                |
| ---- | ------ | -------------- | ------------- | --------------------------------------------------- |
| 1    | 漢寶德 | 1981年4月1日   | 1995年6月30日 | 籌備處主任及首任館長                                |
| 2    | 李家維 | 1995年7月1日   | 1996年8月31日 | 離任後彭鏡毅代理                                    |
| 3    | 周延鑫 | 1997年10月14日 | 2002年1月31日 | 離任後謝豐國代理                                    |
| 4    | 李家維 | 2002年7月3日   | 2005年7月2日  | 離任後周文豪代理                                    |
| 5    | 林宗賢 | 2006年5月11日  | 2008年5月10日 | 離任後周文豪代理                                    |
| 6    | 張天傑 | 2008年8月1日   | 2011年1月16日 |                                                     |
| 7    | 孫維新 | 2011年1月17日  | 2021年4月15日 | 2019年1月17日~2月17日周文豪代理，離任後黃文山代理。 |
| 8    | 焦傳金 | 2021年8月1日   | 2025年2月16日 | 離任後黃文山代理                                    |
| 9    | 黃文山 | 2025年4月1日   | 現任          | 真除                                                |

## 組織
2007年3月21日經立法院審議修正通過，置館長1人、副館長2人（學術、行政各1）、主任秘書1人，並設置諮詢委員會。2012年2月通過新的組織法，並自2013年起組織架構調整為6組4室及新增1個自然科學教育園區管理中心。2022年起，新增3個任務編組單位，包括：科學發展傳播中心、媒體中心、設計美學小組。
編制單位
- 自然科學教育園區管理中心：生態教育科（鳳凰谷鳥園）、地震教育科（921地震園區）、斷層保存科（斷層保存園區）
- 生物學組：植物園科（植物園）
- 地質學組
- 人類學組
- 科學教育組：解說教育科、活動推廣科
- 展示組：維護科、劇場科
- 典藏管理與資訊組：營運科、典藏管理科、公共服務科、圖書資訊科
- 秘書室：事務科、文書科、工務科
- 人事室
- 主計室
- 政風室

志工
科博館每年皆會招募志工，幫忙科博館的事務，招募人士分為：
- 社會人士：年滿18歲之社會人士（非在學學生）
- 高級中等學校學生：採取學校推薦與個別報名方式

實習生
- 各大專院校博物館學、自然科學、園藝及觀光旅遊等相關科系學生可申請暑假實習

## 象徵
館徽
1. 漢玉之獸頭飾有「牛頭」特徵，象徵農業社會之傳統精神。
2. 以Science字母S取科學寓意，又似植物嫩芽，代表生生不息與欣欣向榮。
3. 中央之梅花為中華民國國花，代表堅忍不拔精神。
4. 用色以自然之色，綠色象徵萬物滋長，藍色表示源遠流長。

館花
- 豔紅鹿子百合：時任館長李家維教授，將其定為科博館館花，豔紅鹿子百合為臺灣原生百合物種。

豔紅鹿子百合生長在全臺灣雨量最豐沛的東北部，點狀分布的棲地位於陡峭岩石上，在酷熱的盛夏綻放出艷麗的花朵。象徵科博館立足臺灣，不畏艱辛，放眼世界的精神與決心。並增進人們對豔紅鹿子百合的保育觀。
吉祥物
科博館透過館內外全民意見蒐集、各界學者參與，多數民眾期待科博館推出恐龍家族做為吉祥物，館內統計超過85%人員支持恐龍家族，並分享許多對於科博館的回憶，因此館方透過蒐集並整合所有意見，探照科博館的內涵，融入館徽、館花以及六大主題區的形象設計元素，打造出全新恐龍家族，兩位主角百合與布比象徵自然與科學，百合由科博館館花(豔紅鹿子百合)色系轉化而成，布比則以科博館館徽的色系轉化。百合與布比戴上「自然守護花環」、「科學冒險護目鏡」，象徵賦予探索自然生態、挖掘科學真理之意義，期望未來引領大家了解更多自然科學或更多不同層面的知識。
除了百合與布比，科博館針對太空劇場、生命科學廳、人類文化廳、植物園、地球環境廳、科學中心等6大主題區，延伸出各館的守護神。除此之外，吉祥物更顛覆傳統，出現三隻反派角色，代表對自然與科學的挑戰，另外還有曾經被誤解為偷蛋，其實卻是在護蛋的竊蛋龍，提醒大眾自然科學的領域也可能產生誤解，實事求是的精神盼能傳達，這些異於一般「純正」吉祥物的角色，傳達自然科學也會持續產生新的時代意義，更傳達生物多樣的可能性。

## 本館場館

### 科學中心

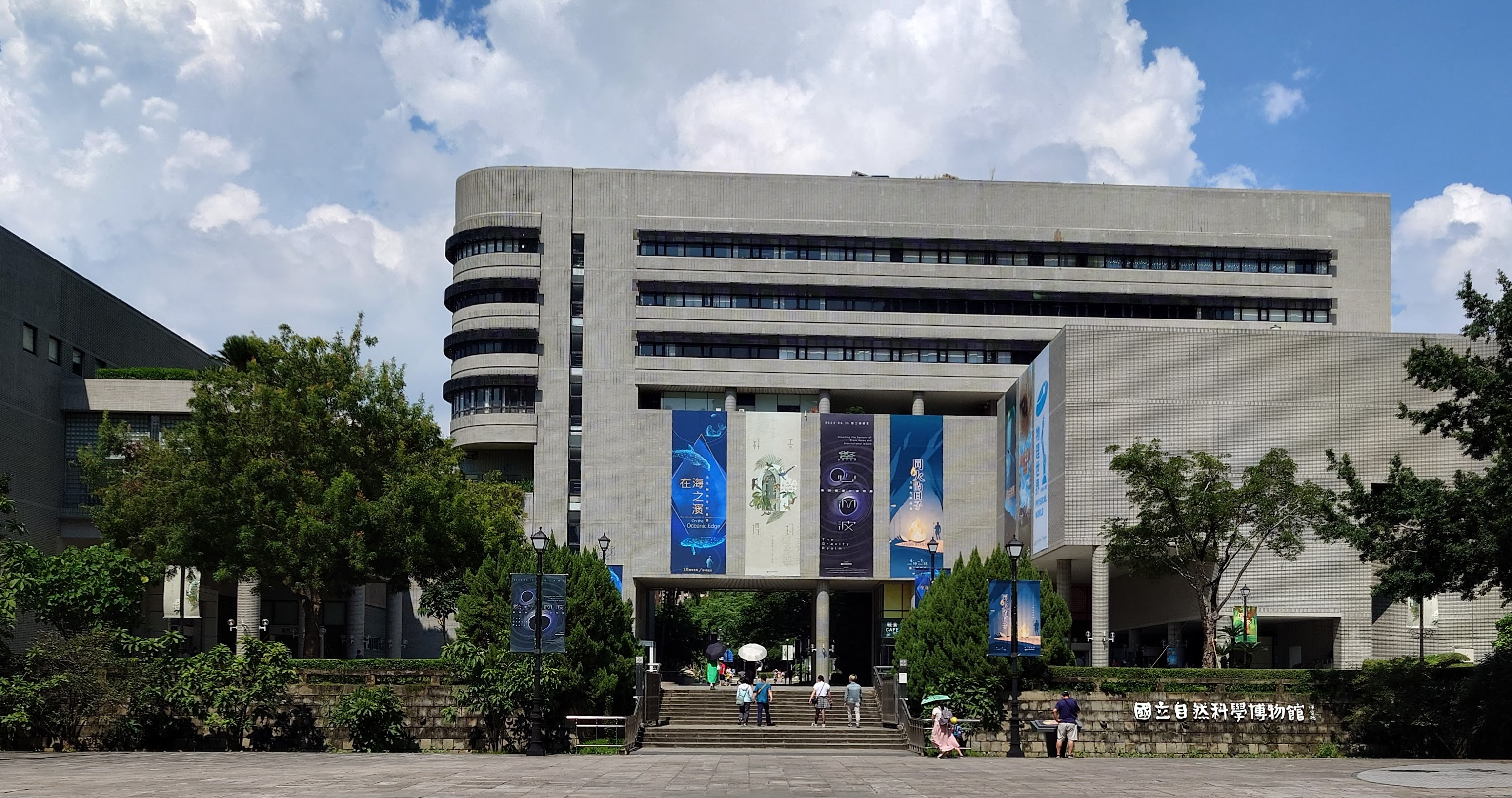
科學中心

1986年1月開放，由地下一樓的達達的魔法樂園（友達光電捐贈），二樓的半導體的世界（台積電捐贈），三樓的宇宙奇航，四樓的物理世界（台達電捐贈），五樓的幼兒科學園五個主題所組成的互動式展區。另設有一個演講廳。

### 劇場區
太空劇場於1986年1月開放，內部為傾斜30度、直徑23公尺的半球型設計，共300個階梯式座位，主要設備有星象模擬系統（日本五藤光學研究所開發，含8部大型幻燈機、45部小型幻燈機以及高解析度單槍液晶投影機）及全天域電影放映系統（由加拿大艾美公司設計，以15,000瓦的強光及180度魚眼鏡頭將超大70毫米的影片放映至傾斜的圓頂天幕，畫面清晰穩定達銀幕的86％）。另外還有必可飛劇場(原立體劇場2025年7月1日更名)、環境劇場（已關閉）、鳥瞰劇場（已關閉）、SOS劇場（暫停開放）。
其他展區還設有科學教室、國際會議廳（藍廳與紅廳）以及自然學友之家，開放9歲以上觀眾免費入場自導學習。

### 生命科學廳

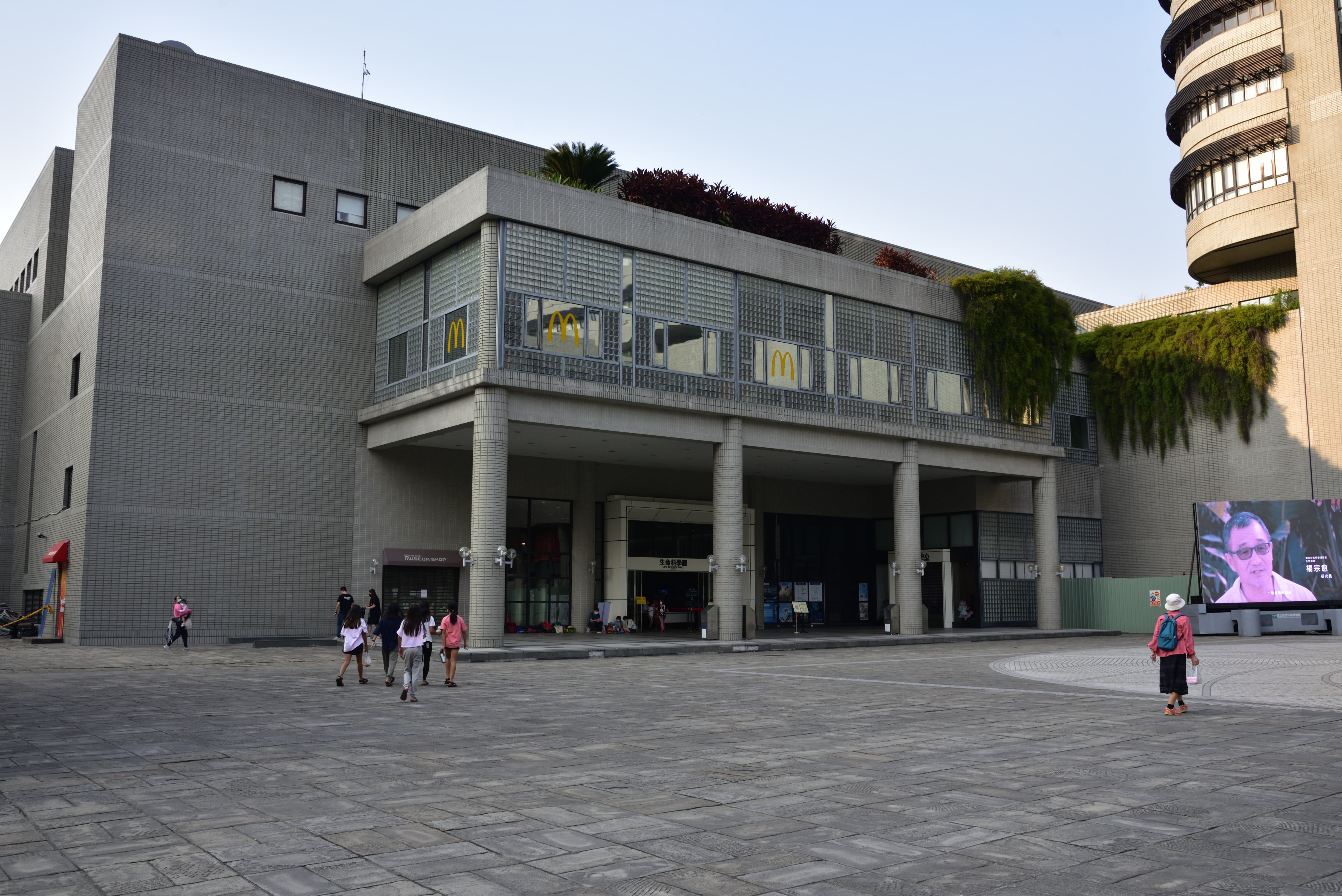
生命科學廳

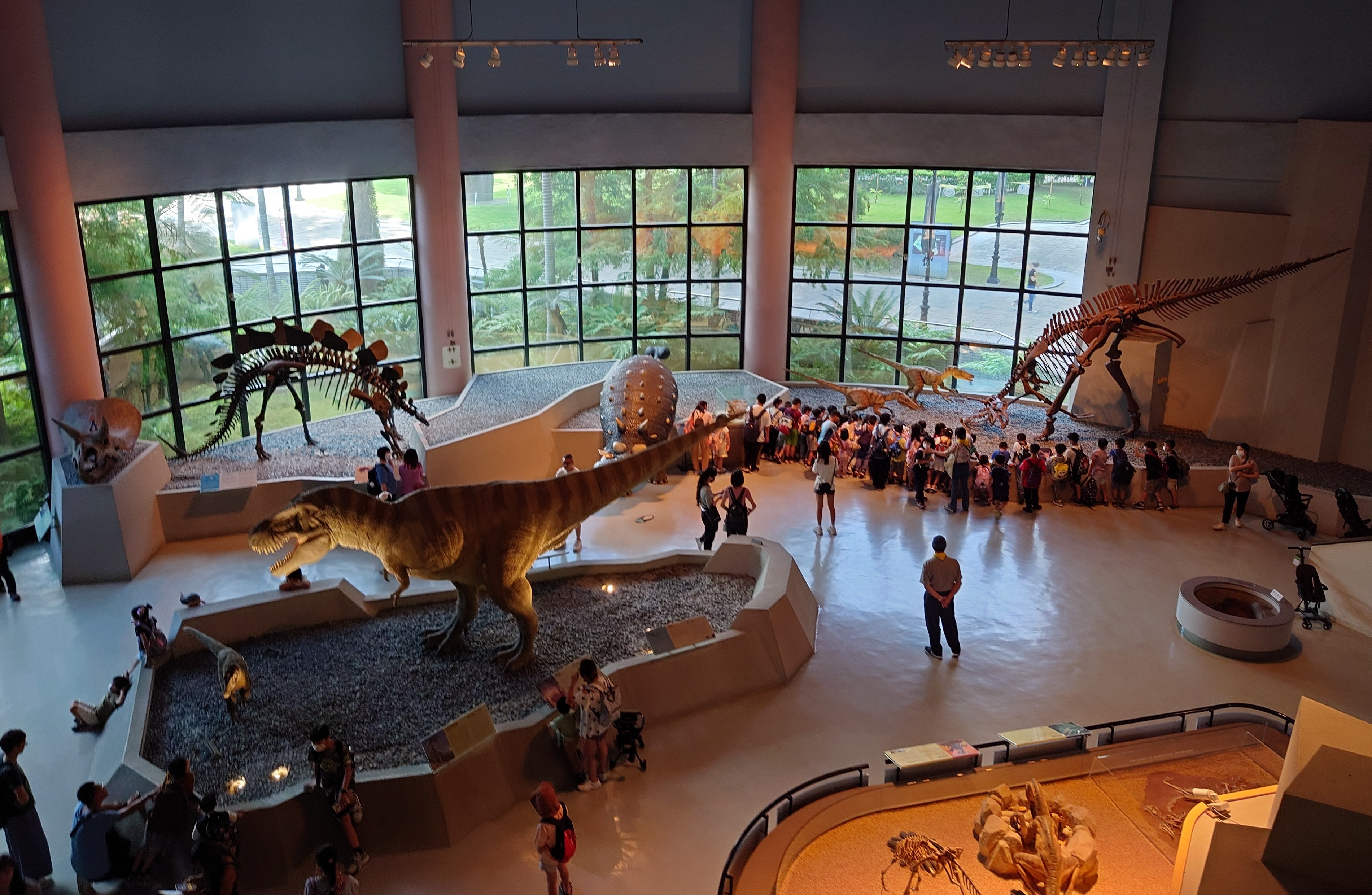
生命科學廳一樓恐龍時代展示區

1988年8月開放，共有十三個主題展區。以下列舉展區以及該區具代表性的展示物。
- 眾妙之門：生命科學廳的入口，有一個兩公尺高的巨型水母。呈現自然世界的精妙。
- 生命的起源：有一小型的立體造景，透過火山噴發、座位的震動來展示38億年前的地球。
- 植物的演化：分為室內和戶外，在戶外以各種植物展現植物演化的過程。
- 生命登上陸地：有四個生物模型，展示了爬蟲類自水面出現、登上陸地的進程。
- 恐龍廳：有一個巨大的機械暴龍，能做出彎腰、咆哮等動作，以及竊蛋龍、劍龍等各種恐龍模型，另有一個穿戴綠色外衣的恐龍警告人類環保的重要性。早期有腕龍的骨架模型，現已退休。
- 生命征服天空：展示風神翼龍、始祖鳥等早期的飛行生物。
- 滅絕：此區說明生物的滅絕現象，以及瀕臨滅絕的生物。
- 哺乳類的演化與適應：展示各種不同哺乳類動物如北極熊、長頸鹿的模型。
- 人類的故事：展示南方古猿、尼安德塔人、智人等人類演化的過程，露西的發現，並以山洞造景來模擬史前生活。
- 我們的身體：自2006年開始推出的常態展，展示人類生、老、病、死的過程，包括懷孕、人類老化的過程、各式醫療器材和對遺體的處理方式，並展現生命的價值。
- 數與形：位於地下一樓，展示自然中的數學與形狀（2022-2023年進行展示更新工程）。
- 彩色世界：位於地下一樓，展示大自然的光線與色彩（因數與形展區進行展示更新，暫停開放）。
- 大自然的聲音：位於地下一樓，展示大自然的聲音，包含各種樂器和動物的叫聲（因數與形展區進行展示更新，暫停開放）。

### 人類文化廳

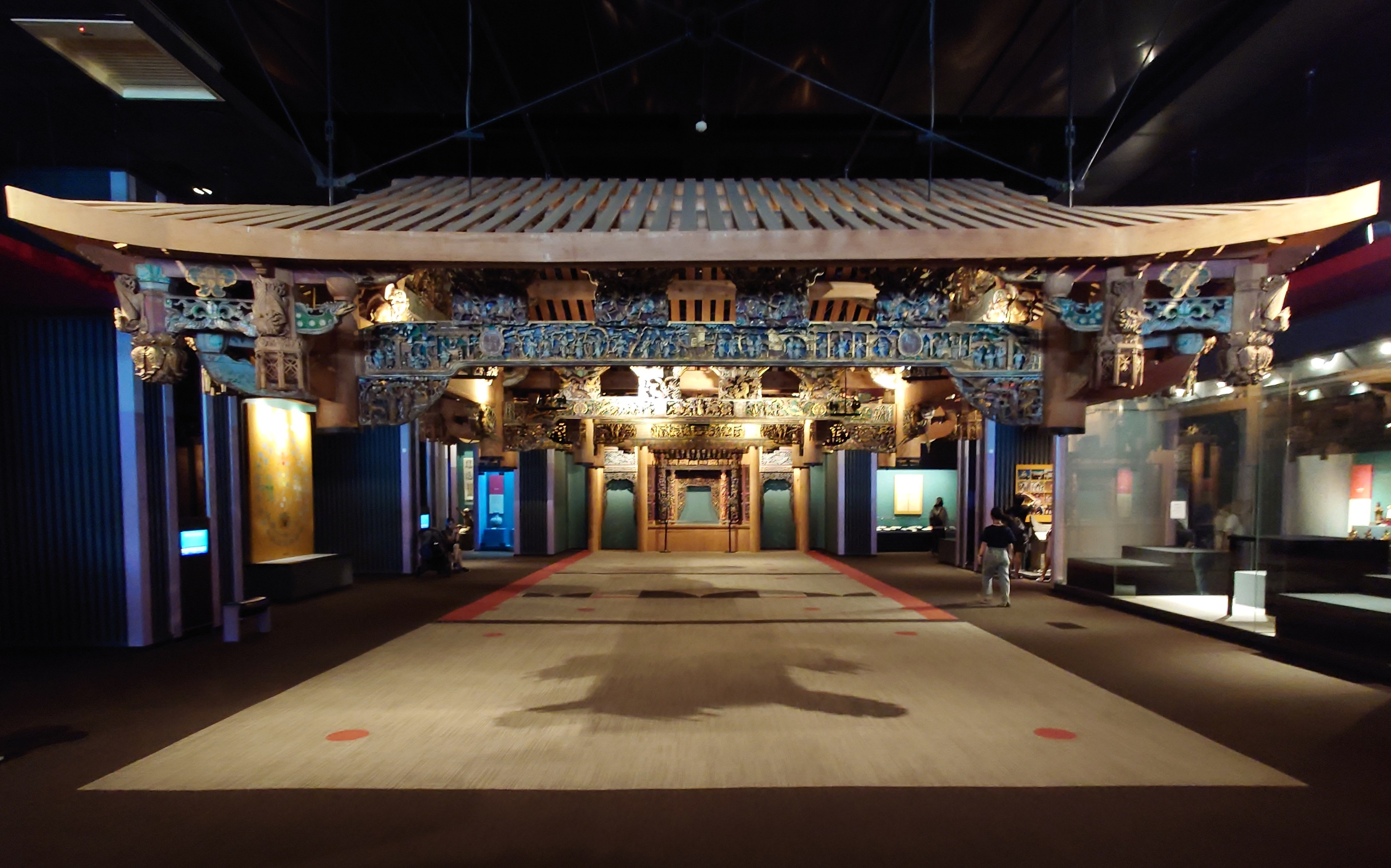
高雄茄萣鄉的萬福宮於1987年拆除重建，科博館收藏原建物並設置於人類文化廳。

1993年7月開放時為「中國科學廳」，2007年11月更名為「人類文化廳」；共有中國醫藥、中國的科學與技術、農業生態、古代人說故事、漢人的心靈生活、大洋洲（藏品由劉其偉與劉寧生捐贈）及臺灣南島語族等七個主題。 

### 地球環境廳

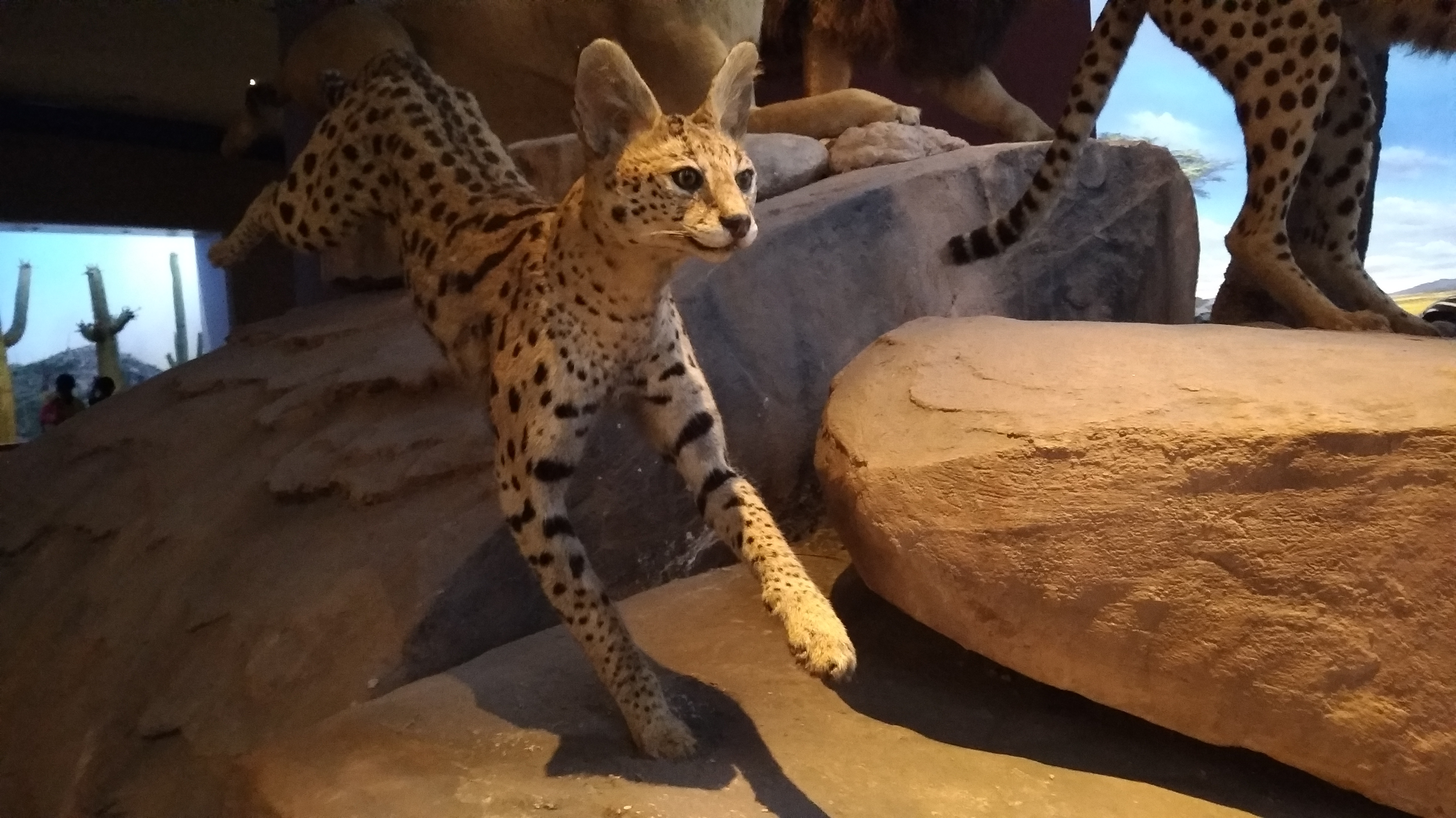
位於地球環境廳的藪貓模型

1993年7月開放，包含鳥瞰、環境、立體三大劇場以及微觀世界、芸芸眾生、臺灣自然生態與礦物展示等四個主題展區，鳥瞰、環境劇場已於2022年5月關閉。2008年引進球面科學展示系統（SOS劇場），透過一個直徑173公分的球型銀幕介紹動態的地球。地下室自2022年起進行展示更新工程，暫停開放。

### 特展室
於場館一樓設有4個特展室，不定期舉辦相關特展。

### 其他
- 科學中心一樓設有智能商店，需購票進入才能消費。
- 生命科學廳二樓設有麥當勞餐廳，不需購票即可進入消費。
- 地球環境廳與人類文化廳出入口（西屯路出入口）旁，設有石尚自然探索屋，亦有餐飲可消費。
- 第三停車場（西屯路停車場）B1設有紙箱王餐廳，提供紙火鍋及各式的親子套餐。

## 相關園區與自然史教育館

### 植物園

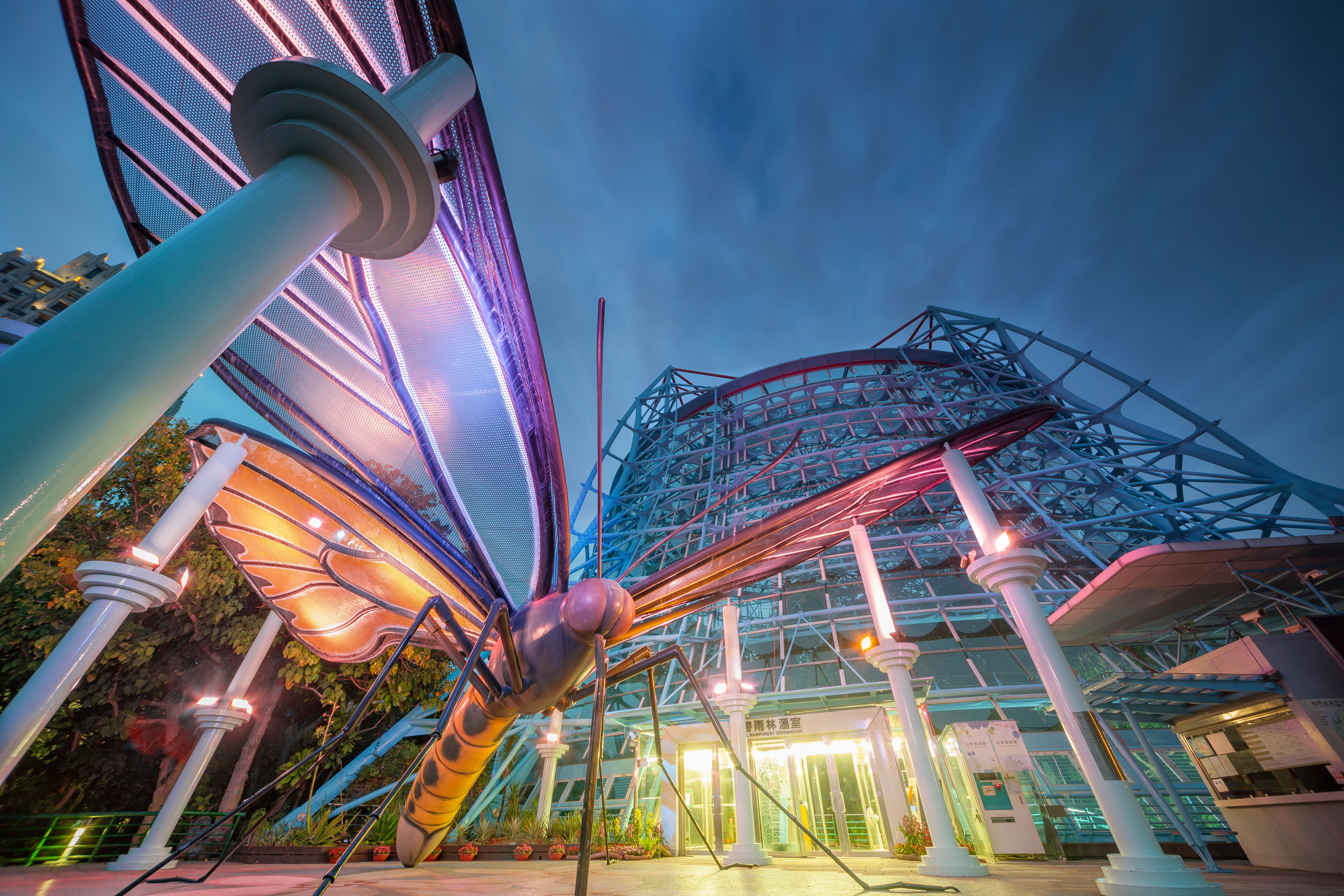
科博館植物園熱帶雨林溫室入口

- 1999年7月開放，由熱帶雨林溫室（含亞馬遜河河魚展示）、北、中、南部低海拔區、季風雨林區、隆起珊瑚礁區、藤蔓區、多肉植物區、蘭嶼區、海岸林區、臺東蘇鐵區等主題所組成的園區。
- 溫室開放時間：週二至週日9:00-17:00（週一、除夕、大年初一休館）。

### 鳳凰谷鳥園生態園區
- 設立於南投縣鹿谷鄉，1982年成立開放，2013年將依新法正式納入科博館。
- 開放時間：週二至週日9:00-17:00（每週一及除夕休園）。

### 九二一地震教育園區
- 設立於臺中市霧峰區，2004年開放部份展館，2007年全部開放。
- 聯絡電話：(04)2339-0906，傳真：(04)23397401，開放時間：週二至週日9:00-17:00（週一及除夕、初一休館；週一如適逢國定假日正常開放）。

### 車籠埔斷層保存園區
- 設立於南投縣竹山鎮，於2013年1月30日開放。
- 開放時間：週二至週日9:00-17:00（週一休館）。

### 自然史教育館
1991年，國立臺灣博物館籌設「自然史教育館」，隨後陸續成立8所自然史教育館，分別位於宜蘭縣、桃園縣、南投縣、嘉義縣、臺南市、高雄市、屏東縣以及臺東縣。2007年11月，改由教育部主辦，科博館承辦除桃園縣之外的七所「地方自然史教育館」的相關工作。
- 宜蘭縣自然史教育館[13]：羅東鎮中華路99號（縣立羅東國中[14] 內）
- 南投縣自然史教育館[15][16]：仁愛鄉大同村山農巷27號（國立仁愛高農內）
- 嘉義縣自然史教育館[17]：新港鄉福登村登雲路105號（縣立新港國小[18] 內）
- 臺南市自然史教育館[19]：左鎮區榮和里61-1號（市立光榮國小[20] 內）
- 高雄市自然史教育館[21][22]：路竹區中山路1821號（台鋼科技大學內）
- 屏東縣自然史教育館[23][24]：恆春鎮墾丁路65號（縣立墾丁國小[25]內）
- 臺東縣自然史教育館[26][27]：成功鎮三仙里基翬路16號（縣立三仙國小[28]內）

## 參觀資訊
場館位置與相關園區位置
- 本館以及植物園： 臺灣40453臺中市北區淡溝里館前路1號
- 九二一地震教育園區： 臺灣41364 臺中市霧峰區坑口里新生路192號
- 鳳凰谷鳥園生態園區： 臺灣55841南投縣鹿谷鄉鳳凰村仁義路1-9號
- 車籠埔斷層保存園區： 臺灣55782南投縣竹山鎮山崇里集山路2段345號

開放時間
- 本館、植物園、九二一地震教育園區以及車籠埔斷層保存園區(週一及除夕、初一休館）：

| 星期 | 開館時間     | 備註                               |
| ---- | ------------ | ---------------------------------- |
| 週一 | 整天為公休。 | 每週一不開放。逢國定假日正常開放。 |
| 週二 | 9:00-17:00   |                                    |
| 週三 | 9:00-17:00   |                                    |
| 週四 | 9:00-17:00   |                                    |
| 週五 | 9:00-17:00   |                                    |
| 週六 | 9:00-17:00   |                                    |
| 週日 | 9:00-17:00   |                                    |

- 鳳凰谷鳥園生態園區（每週一及除夕休園）：

| 星期 | 開館時間   | 備註                 |
| ---- | ---------- | -------------------- |
| 週一 | 公休       | 逢國定假日正常開放。 |
| 週二 | 9:00-17:00 | 除夕休園。           |
| 週三 | 9:00-17:00 | 除夕休園。           |
| 週四 | 9:00-17:00 | 除夕休園。           |
| 週五 | 9:00-17:00 | 除夕休園。           |
| 週六 | 9:00-17:00 | 除夕休園。           |
| 週日 | 9:00-17:00 | 除夕休園。           |

## 多媒體
- 科博館主建築

### 館藏
- 收藏在生命科學廳入口處的淮河古菱齒象標本
- 收藏在地球環境廳的聖保羅大王魷魚（法语：Architeuthis sanctipauli）標本
- 收藏在人類文化廳的水運儀象台
- 收藏在生命科學廳的古埃及木乃伊

## 外部連結
- 官方网站